# Krum Zarkow
Krum Kostadinow Zarkow (bułg. Крум Костадинов Зарков; ur. 21 listopada 1982 w Sofii) – bułgarski polityk i prawnik, poseł do Zgromadzenia Narodowego, w latach 2022–2023 minister sprawiedliwości.

## Życiorys
Wnuk generała Leonida Kacamunskiego. Ukończył francuskojęzyczną szkołę średnią w Sofii, a następnie studia prawnicze na Université Panthéon-Sorbonne, specjalizując się w prawie międzynarodowym i prawie organizacji międzynarodowych. Został też absolwentem Instytutu Nauk Politycznych w Paryżu. Do 2010 pracował jako badacz na macierzystej uczelni. Później został inspektorem w bułgarskiej komisji zajmującej się ustalaniem mienia uzyskanego z działalności przestępczej. Był głównym ekspertem komisji bezpieczeństwa wewnętrznego i porządku publicznego w trakcie dwóch kadencji parlamentu.
Zaangażował się w działalność polityczną w ramach Bułgarskiej Partii Socjalistycznej, dołączył do władz centralnych tego ugrupowania. W latach 2014–2016 był doradcą europosła Georgiego Pirinskiego. W 2017 po raz pierwszy uzyskał mandat deputowanego do Zgromadzenia Narodowego; z powodzeniem ubiegał się o poselską reelekcję w wyborach w kwietniu 2021, lipcu 2021 i listopadzie 2021.
W sierpniu 2022 został ministrem sprawiedliwości w powołanym wówczas przejściowym rządzie Gyłyba Donewa. Utrzymał tę funkcję również w utworzonym w lutym 2023 drugim technicznym gabinecie tego samego premiera. Zakończył urzędowanie w czerwcu 2023.